# Aipe
Aipe è un comune della Colombia facente parte del dipartimento di Huila.
Il centro abitato venne fondato da Teresa Perdomo e Enrique Cortés nel 1741, mentre l'istituzione del comune è dell'8 aprile 1912.